# Merry, Merry Christmas
Merry, Merry Christmas è un album in studio del gruppo musicale statunitense New Kids on the Block, pubblicato nel 1989.

## Il disco
Si tratta di un disco natalizio contenente sia brani originali che cover.

## Tracce
1. This One's for the Children – 3:58 (Maurice Starr) – Jordan Knight, Donnie Wahlberg
2. Last Night I Saw Santa Claus – 3:31 (Al Lancellotti, Starr) – Donnie Wahlberg
3. I'll Be Missin You Come Christmas (A Letter to Santa) – 5:06 (Kenny Nolan, Starr) – Donnie Wahlberg, Joe McIntyre, Jordan Knight
4. I Still Believe In Santa Claus – 3:24 (Al Lancellotti, Starr) – Danny Wood, Joe McIntyre
5. Merry, Merry Christmas – 4:08 (Al Lancellotti, Starr) – Jordan Knight
6. The Christmas Song – 4:18 (Mel Tormé, Robert Wells) – Jordan Knight
7. Funky, Funky Xmas – 5:06 (Donnie Wahlberg, Starr) – Danny Wood, Donnie Wahlberg, Joe McIntyre, Jordan Knight
8. White Christmas – 3:40 (Irving Berlin) – Jonathan Knight
9. The Little Drummer Boy – 4:14 (Harry Simeone, Henry Onorati, Katherine K. Davis) – Danny Wood
10. This One's for the Children (reprise) – 1:12 (Starr) – Jordan Knight, Donnie Wahlberg